# Margaret Davis
Margaret Grace Davis, angleška jezikoslovka in prevajalka, *15. februar 1942, Bowdon, okrožje Manchester, Združeno kraljestvo.
Margaret Davis je bila vse do upokojitve dolgoletna lektorica angleškega jezika na oddelku za germanistiko na Filozofski fakulteti v Ljubljani, jezikoslovka, prevajalka iz slovenščine v angleščino.

## Življenje
Živi v Ljubljani. Po diplomi iz angleškega jezika in literature ter magisteriju v Liverpoolu je začela poklicno pot najprej v britanskem Walesu. Kot sedemnajstletno dekle s poglobljenim odnosom do evangeličanske vere je sprva želela opravljati misijonarski poklic v deželah vzhodne Evrope. Od 1971 dalje je preko Britanskega sveta opravljala delo lektorice za angleški jezik na oddelku za germanistiko na Filozofski fakulteti Ljubljani. Pred tem je bila dve leti lektorica v Bukarešti. Čeprav je sprva nameravala krožiti po vzhodnoevropskih deželah, se je ustalila v Sloveniji, tako zaradi gora, kamor rada zahaja, kot zaradi ljudi. Zaradi tega jo nekateri primerjajo s Fanny Copeland, Angležinjo s podobno življenjsko potjo.
Ko ji je po šestih letih potekla pogodba z Britanskim svetom, je z jugoslovansko štipendijo začela študirati jezikoslovje in slovenščino, nato je napisala še doktorsko disertacijo, v kateri primerja besedni red v angleščini in slovenščini. Obenem je službovala na drugih ljubljanskih fakultetah, kjer je poučevala tehnično angleščino. V sodelovanju s kolegom Stankom Klinarjem je nastalo več strokovnih publikacij ter prevodov, predvsem besedil s planinsko tematiko.

## Prevodi v angleščino
- Matjaž Kmecl, Treasures of Slovenia, Ljubljana: MK, 1981 (2. izdaja Treasure Chest of Slovenia, Ljubljana: CZ 1987).
- Janez Bizjak in Stane Klemenc, Triglavski narodni park (slovensko, angleško, nemško in italijansko besedilo), Ljubljana: MK, 1994.
- Tine Mihelič, Mountaineering in Slovenia, Ljubljana: Sidharta, 2003.
- Miha Kuhar, Military Mountaineering Skills, Ljubljana: Defensor, 2005.
- Matevž Lenarčič in Janez Bizjak, The Alps – a Bird's-Eye View, Nazarje: Cordee, 2009.
- Leon Leban, The Soča Valley – Mountain-biking Guide, Ljubljana: MK, 2011.
- Matjaž Kmecl in Martin Žnidaršič, Commentarium ob 450-letnici izida prve slovenske knjige, Ljubljana: Slovenska knjiga, 2000.
- Stari grad Celje (spremni tekst za razstavo), Ljubljana: Filozofska fakulteta, Oddelek za arheologijo, 2006.